# Charenton-le-Pont

Charenton-le-Pont en la Petite Couronne.

 Charenton-le-Pont  es una comuna y población de Francia, en la región de Isla de Francia, departamento de Valle del Marne, en el distrito de Créteil. Es la cabecera y mayor población del cantón de su nombre.
Su población en el censo de 2017 era de 30.374 habitantes.
Está integrada en la Communauté de communes Charleton-le-Pont-Saint-Maurice.

## Demografía
| 1 500 | 1 126 | 1 264 | 1 400 | 3 393 | 2 558 | 3 505 | 3 219 | 4 258 | 5 534 | 6 190 | 7 141 | 8 822 | 11 826 | 13 535 | 15 306 | 16 811 | 17 980 | 18 372 | 19 499 | 20 872 | 20 891 | 21 098 | 20 946 | 21 457 | 22 079 | 22 530 | 22 300 | 20 468 | 20 500 | 21 872 | 26 582 | 28 414 |
| Para los censos de 1962 a 1999 la población legal corresponde a la población sin duplicidades (Fuente: INSEE [Consultar]) |       |       |       |       |       |       |       |       |       |       |       |       |        |        |        |        |        |        |        |        |        |        |        |        |        |        |        |        |        |        |        |        |

## Ciudades hermanadas
Charenton-le-Pont mantiene un hermanamiento de ciudades con:
- Borgo Val di Taro, Emilia-Romaña, Italia.
- Büren, Renania del Norte-Westfalia, Alemania.
- Tempelhof-Schöneberg, Berlín, Alemania.
- Trowbridge, Inglaterra, Reino Unido.
- Zikhron Ya'aqov, Israel.